# 231 до н. е.

## Події

### Грецькі держави
Розпочалася Війна ардієїв з греками. Греки розпочали облогу міста Медіона. Надалі іллірійський цар Аргон розбив війська Етолійського союзу;

### Стародавній Рим
Консулами були обрані Марк Помпоній Матон і Гай Папірій Мазон;

## Померли
- Птолемей Епірський